# Вишняков, Василий Фёдорович

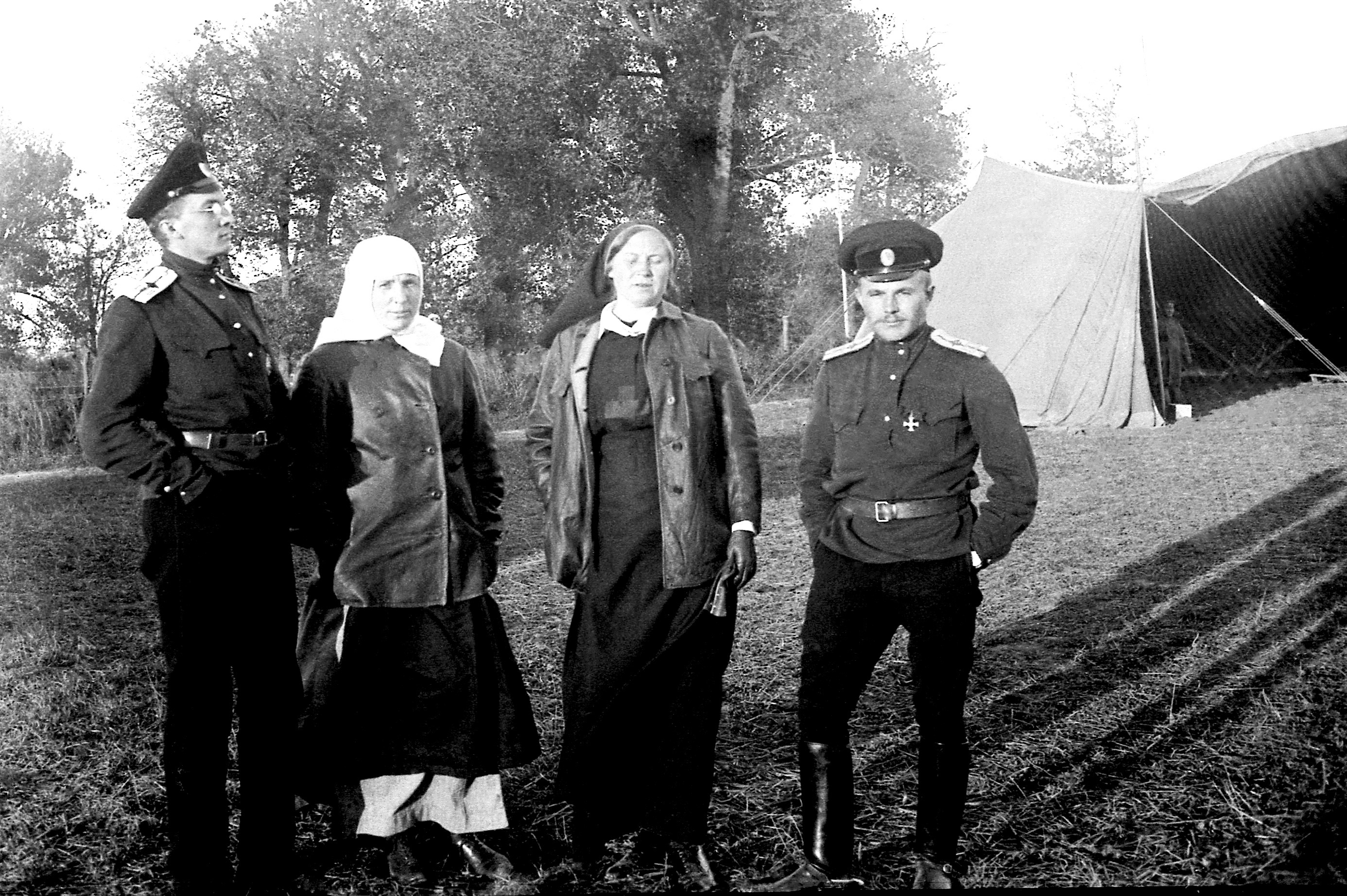
Вишняков В. Ф. с другом и сестрами милосердия на одном из летних аэродромов. Здесь Вишняков В. Ф. — летчик 32-го корпусного авиаотряда. В очках Раевский Александр Евгеньевич, который с началом Первой мировой войны в составе 32-го корпусного авиационного отряда воевал на Юго-Западном фронте. С августа 1914 г. руководил подготовкой лётчиков в Севастопольской офицерской школе авиации О. В. Ф.

Василий Фёдорович Вишняков (24 января 1889 — 12 апреля 1947) — русский авиатор, военный лётчик.

## Биография
Родился 24 января 1889 года в деревне Сорокино, Жадринской волости Псковской губернии (в настоящее время — Опочецкий район, Псковской области). Русский, православный. Начальное образование получил дома. Окончил церковно-приходскую школу. В ноябре 1910 года вступил в службу в 3-ю воздухоплавательную роту.
В апреле 1911 года был командирован в Офицерскую школу авиации Отдела воздушного флота «для обучения ремонту аэропланов». В 1912 году — Окончил Севастопольскую военную авиационную школу. (22 ноября сдал экзамен на звание «лётчик» — личный номер в базе Качинцев 4195).
С января 1913 года — лётчик авиационного отряда 6-й воздухоплавательной роты. В ноябре 1913 года — переведен в Осовецкий крепостной авиационный отряд.
С января 1915 года — во Владивостокском крепостном авиационном отряде, с апреля — в 32-м корпусном авиационном отряде.
В мае 1915 года стал младшим офицером отряда. Переведён лётчиком-наблюдателем в 12-й авиационный дивизион. За боевые отличия приведён в прапорщики. 3 января 1916 года, также за боевые отличия, произведён в «военные лётчики».
С сентября 1917 года — подпоручик.
17 марта 1917 года — сбил немецкий самолёт.
16 декабря 1917 года — Командир 32 КАО.
С 13 октября 1919 года в РККА.
С 15 ноября 1919 года — летчик 5-го авиационного отряда истребителей РККВВФ.
С 1921 года — военный лётчик 2-го авиационного отряда истребителей 2-й авиационной эскадрильи РККВВФ. По состоянию на 1923 год — командир 1-го авиационного отряда истребителей той же эскадрильи.

С апреля 1924 года — командир 17-го отдельного разведывательного авиационного отряда. 

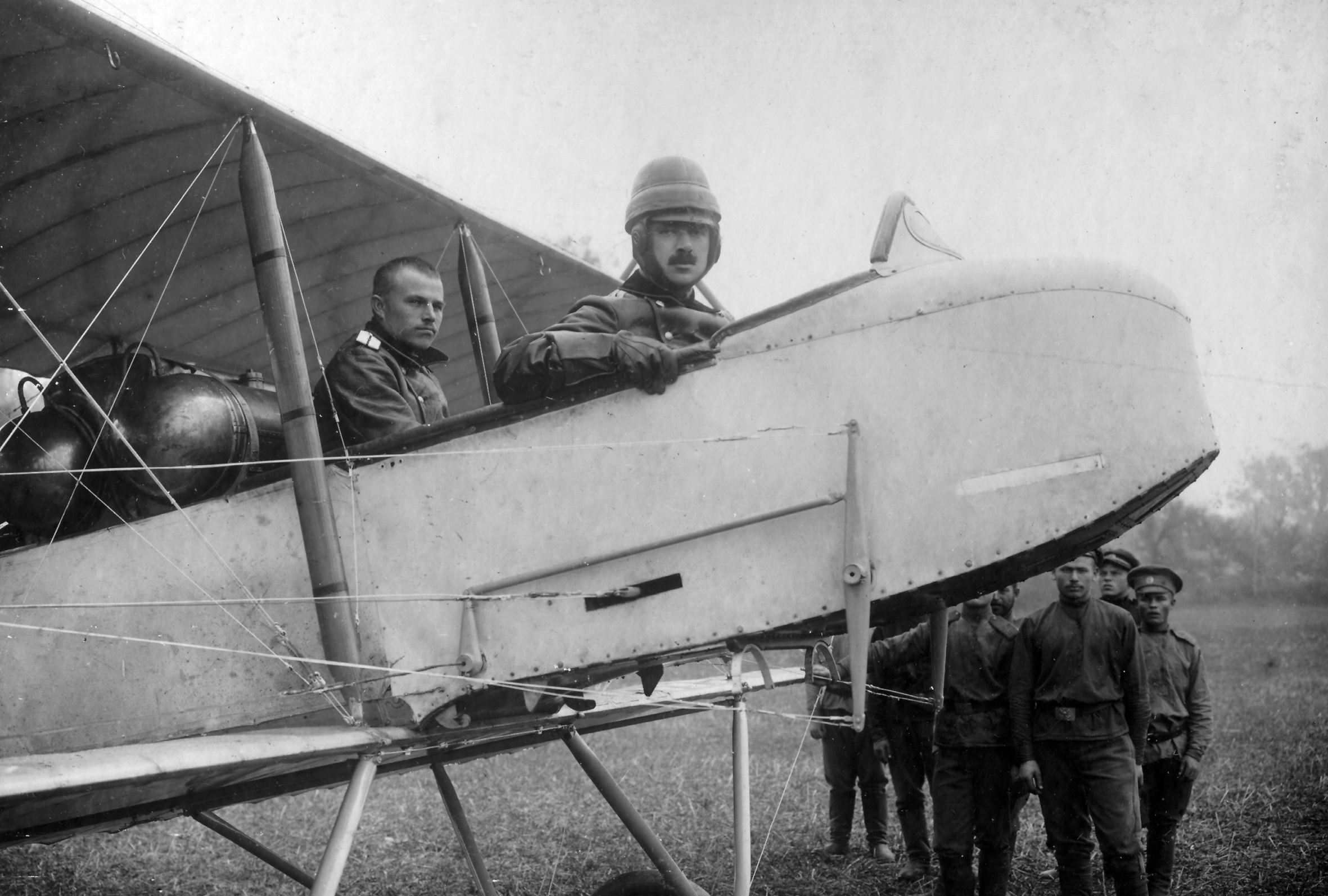
фотография из альбома Раевского. В гондоле «Фармана» прапорщик Вишняков Василий Федорович и граф Бобринский.

 2 декабря 1924 года освобождён от занимаемой должности и уволен в бессрочный отпуск.
1925—1935 — Служба в РККВВФ.
1932 год — Последнее место службы: преподаватель по устройству и ремонту самолётов в одном из Московском военном училище.

### Чины и звания
Рядовой — 07.04.1911 г.
Ефрейтор — 08.02.1912 г.

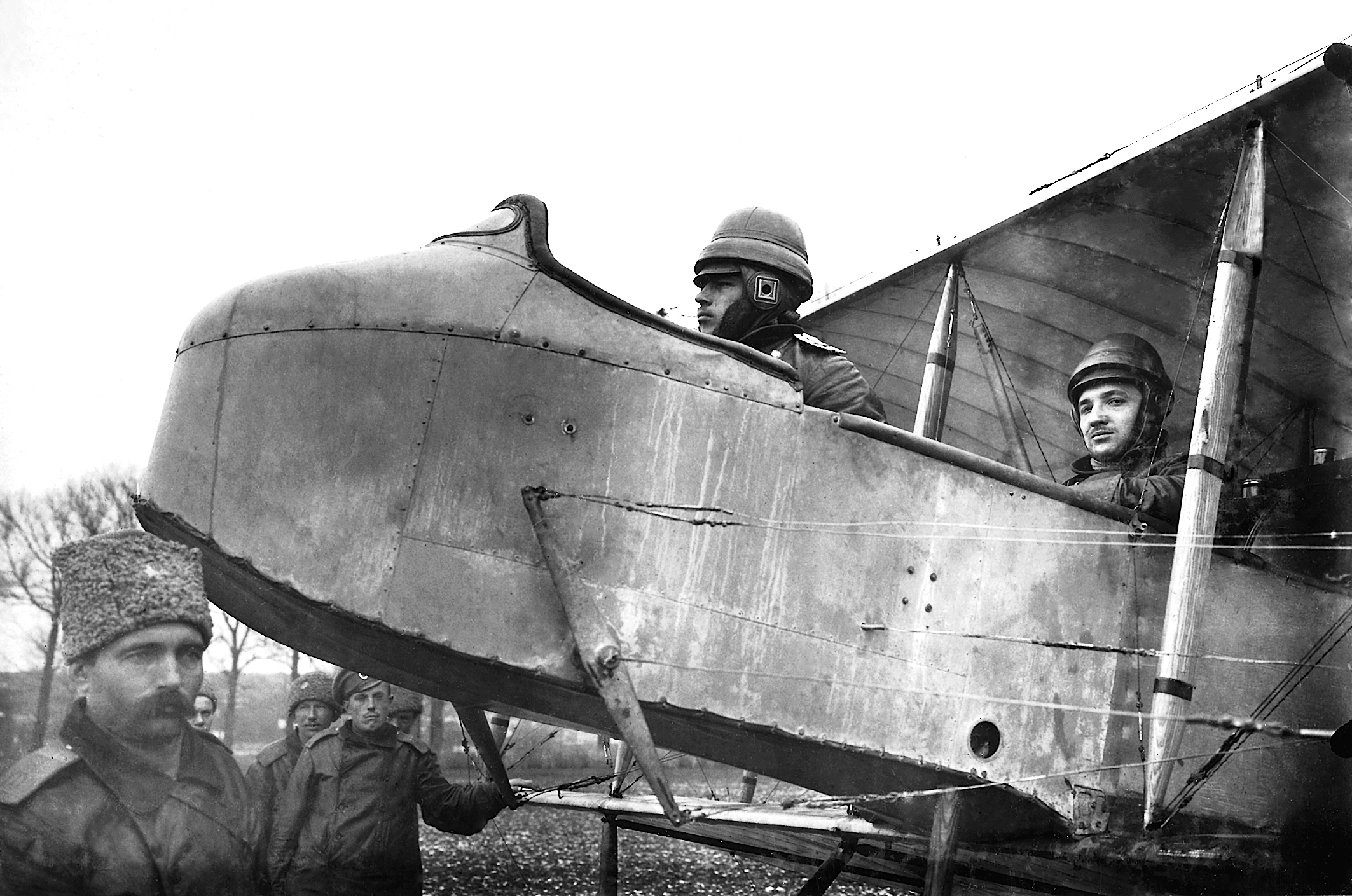
В гондоле «Фармана» на переднем сиденье прапорщик Вишняков Василий Федорович, на заднем Змунчилло. (Фарманъ № 5).

Младший унтер-офицер — 22.04.1913 г.
Старший унтер-офицер — 01.11.1913 г.
Фельдфебель — 11.04.1915 г.

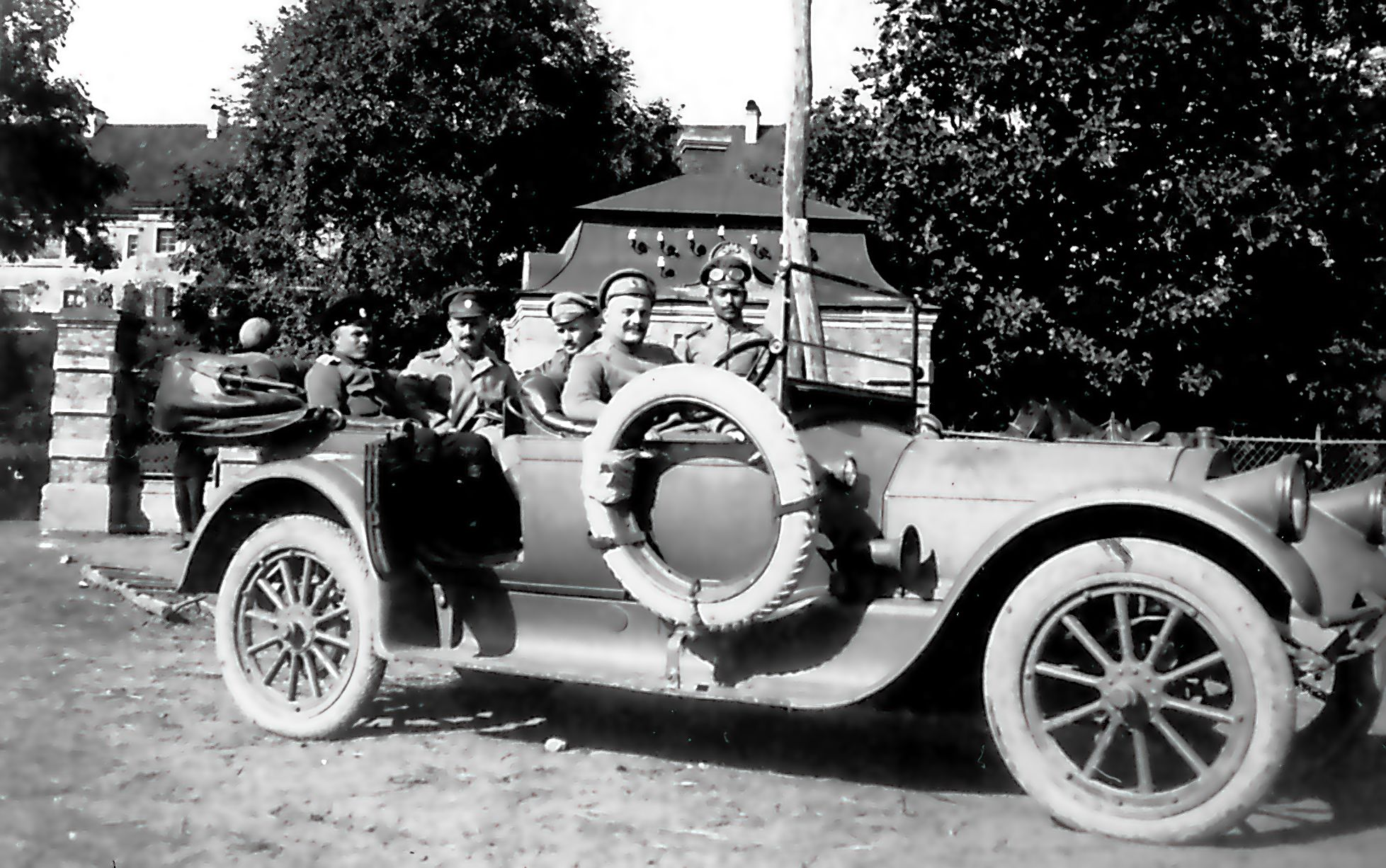
Автомобиль ПИРСЪ. Приезд отряда." Легковой автомобиль марки «Пирс-Эрроу», на переднем сиденье командир XXII КАО ротмистр Ильинъ.

Прапорщик — 22.05.1915 г. Приказом по армиям Северо-Западного фронта № 1301 от 22.05.1915 г. за боевые отличия,
(производство утверждено Высочайшем Повелением (Приказом) от 3.01.1916 г.).
«Военный лётчик» — 03.01.1916 г. за боевые отличия.
Подпоручик — 15.09.1917 г.

### После увольнения
После увольнения проживал в родной деревне. Организовал колхоз и стал первым его председателем, потом сельсовета. Убит бандитами 12 апреля 1947 года.
Похоронен в деревне Жадро, на берегу озера Жадры, Восточнее от д. Подлипье (Сорокино) 5,2 км. Опочецкого р-на, Псковской области.

## Награды
Георгиевские кресты: 

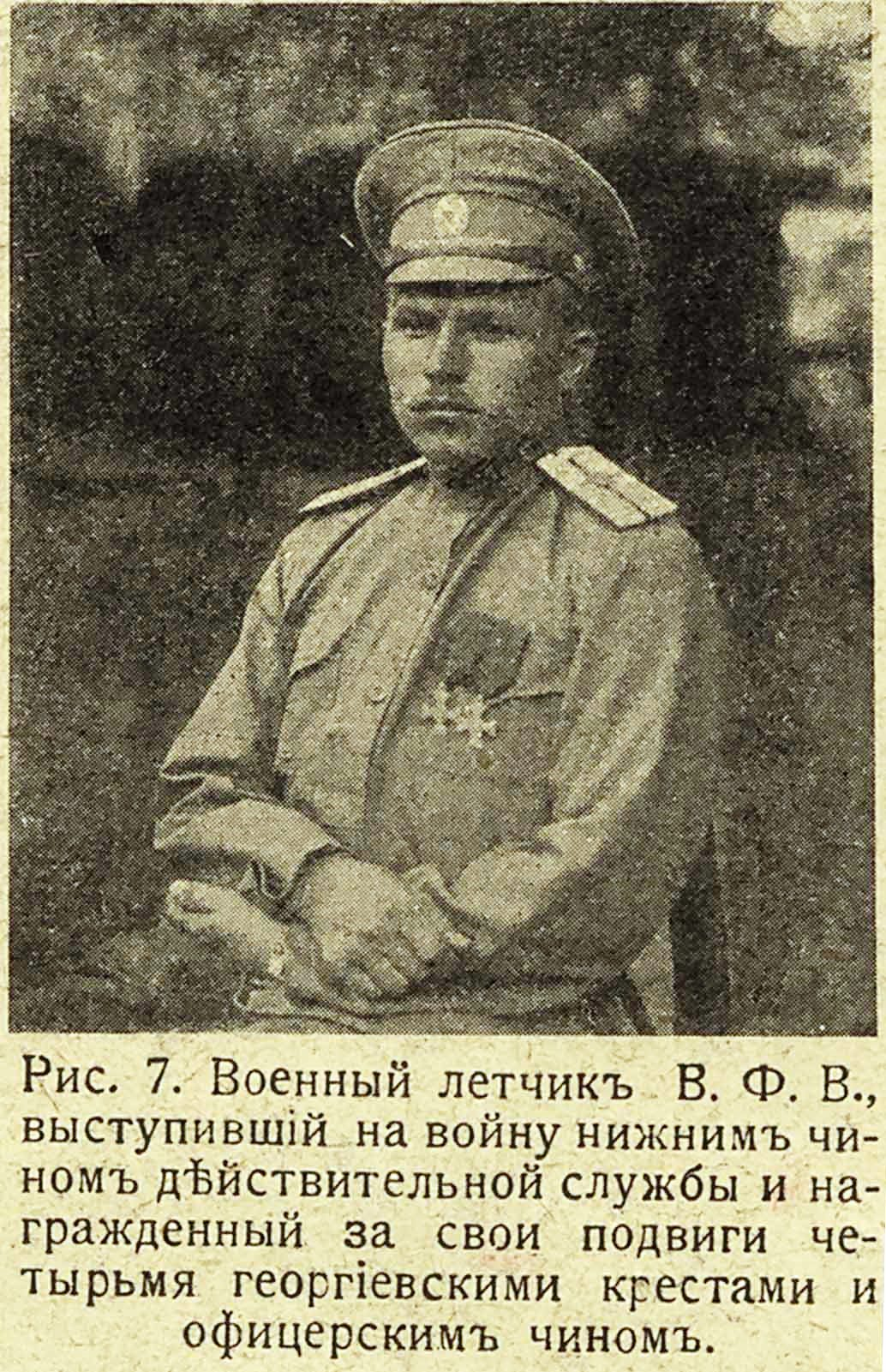

- 4-й ст. — № 8; Приказом по штабу Осовецкой крепости № 203 от 09.10.1914 год «за смелые полеты в районе Осовецкой крепости»;
- 3-й ст. — № 14761; Приказом по штабу Осовецкой крепости № 217 от 21.10.1914 год «за то, что в период… с 4 сентября сего года до конца осады крепости Осовец, как только позволяла погода, производил с замечательным хладнокровием и с необычайной отвагой разведки сил противника, двигавшегося из посада Граево в крепость Осовец. Будучи в этот период времени несколько раз в воздухе под огнём противника, помимо доставки целого ряда ценных сведений о противнике, особенно отличился удачным сбрасыванием бомб на полустанок Подлесок, где были замечены поезда противника, и в группы войск, замеченные в деревнях, лежащих к западу от железнодорожной линии Подлесок-Осовец»;
- 2-й ст. — Приказом по 3-й армии от 09.05.1915 год «за блестяще выполненную весьма опасную разведку»; Номер награды 3791.
- 1-й ст. № 1790 — Приказом по 8-й армии № 581 от 30.06.1915 год за то, что «получив приказание произвести разведку тыла неприятельского расположения у м. Радымно совершил таковую. При возвращении с разведки остановился мотор у аэроплана, и не имея возможности добраться до расположения русских войск у Перемышля, спланировал в лесную поляну. Во время планирования был сильно обстрелян ружейным огнём неприятеля. Осмотрев и исправив повреждения мотора, пустил его и прилетел на аэродром отряда. Умелой распорядительностью избег плена и спас аэроплан, доставив сведения о расположении и силе частей противника».
- Он стал первым российским летчиком, удостоенным такой высшей награды, и будет произведен в чин прапорщика.

Ордена:

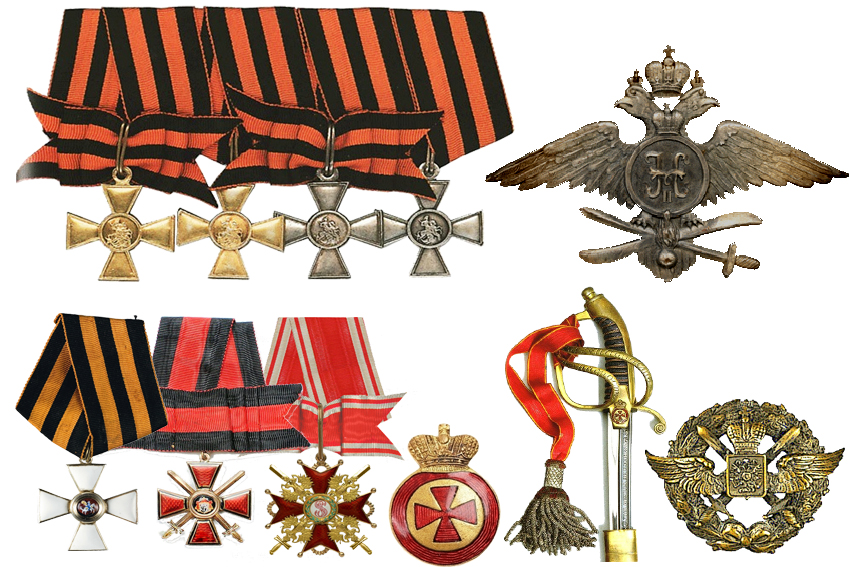
Награды и знаки Вишнякова В. Ф. до 1917 г.

- Орден Святой Анны 4-й ст. «За храбрость»-Приказом по 8-й армии № 938 от 29.11.1915 год «за удачные воздушные разведки в районе Луцка-Олыка-Колки»;
- Орден святого Владимира 4-й ст. с мечами и бантом — Приказом по армиям Юго-Западного фронта № 1979 от 08.12.1916 год «за удачные воздушные разведки в районе Золотой Липы»;
- Орден Святого Станислава 3-й ст. с мечами и бантом — ПАФ от 20.03.1917 год;
- Орден Святого Георгия 4-й ст. — Приказом по 7-й армии № 1765 от 31.10.1917 год «за то, что 17-го марта 1917 год, возвращаясь с разведки, управляя двухместным самолётом „Нъюпор-10“, встретил неприятельский самолёт, шедший от м. Подгайцы на восток. Лихим искусным манёвром сблизившись с противником на короткую дистанцию, прапорщик Вишняков дал возможность своему наблюдателю пулеметчику почти в упор стрелять из пулемета по неприятельскому самолёту и сбить его. Неприятельский самолёт упал в нашем расположении и сгорел. Два германца офицера захвачены плен».

За период Гражданской войны награждён серебряными часами с дарственной надписью от ВЦИК «За выдающуюся боевую работу» — 05.09.1920 год
За мужество, проявленное в боях, награждён орденом «Красного Знамени».
— Вишняков В. Ф. был награждён орденом Красного Знамени приказом РВС 6-й А № 110 от 7 марта 1921 г. «за отличия в делах воздушной разведки противника в боях с 17 мая 1920 г. до ликвидации Крымского фронта». Вместе с ним орденом были также отмечены В. Захаров, Г. Киш и М. Поляев.

## Семья

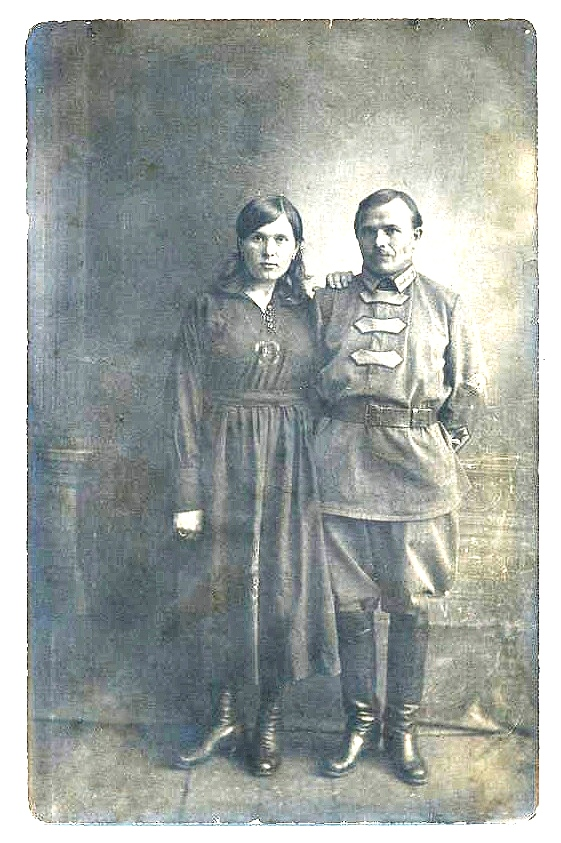
Вишняков В. Ф. с супругой Александрой Васильевной

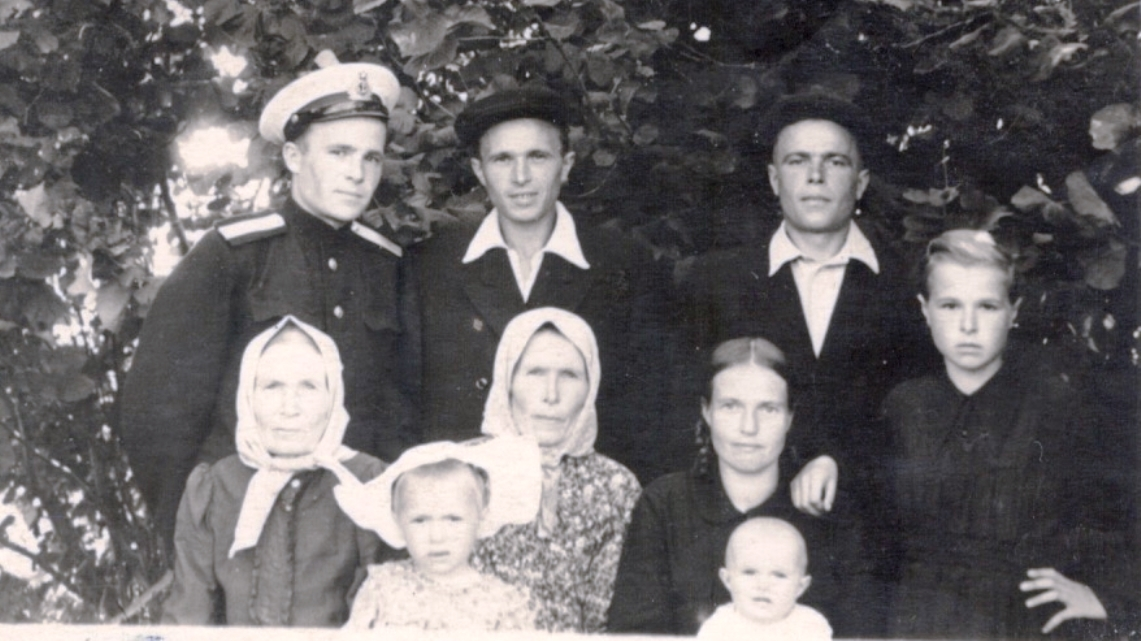
Дети ВИШНЯКОВА Василия Федоровича Виктор,Алексей,Федор,Екатерина. Теща Пелагея,Супруга Александра, супруга Алексея Мария. Дети Алексея Таня и Надя. д. Подлипье.1956 год

В 1921 году женился на Александре Васильевне Вишняковой (Воробьевой) из д. Малюзино, Себежского р-на, Псковской обл. (1904—1980 годы жизни.) из дворян, родились девять детей (Николай, Алексей, Федор, Таисия, Виктор…, Екатерина… (недоступная ссылка) Награждена орденом «Материнская слава 2 ст.№ 22402».)

## Галерея

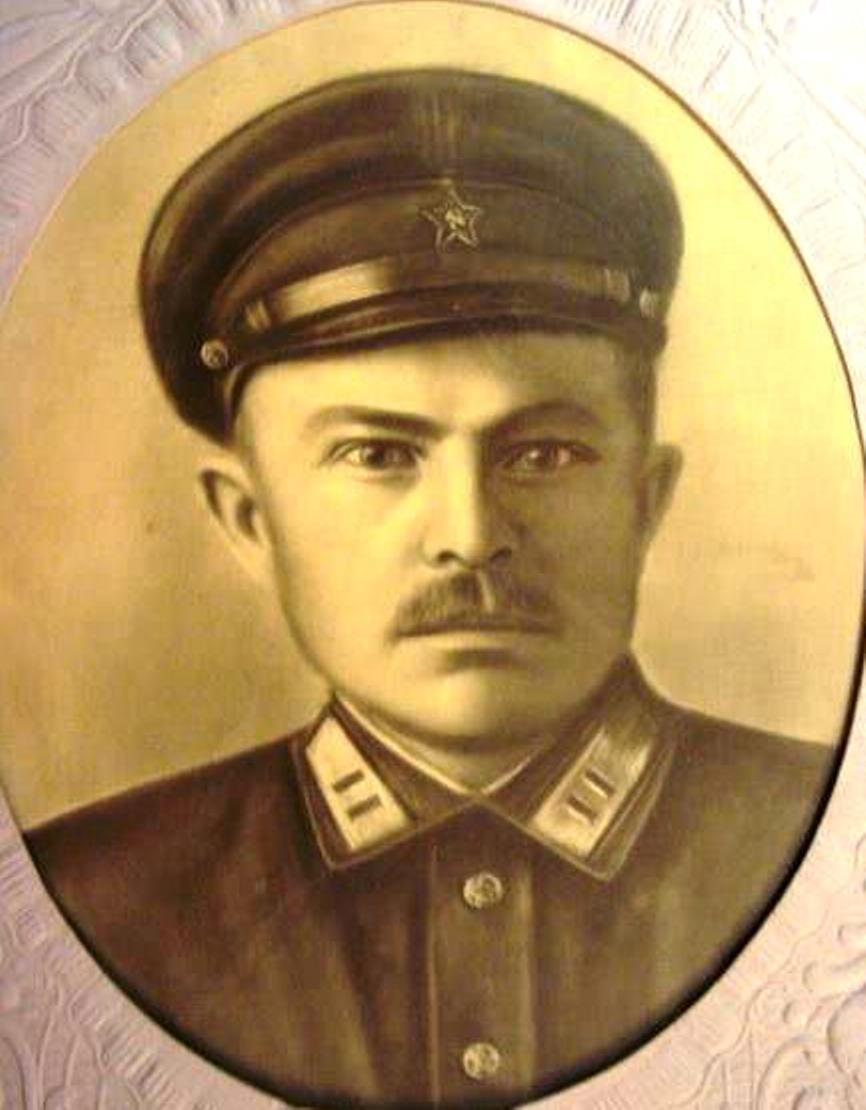
ВИШНЯКОВ Василий Федорович,фото сделано в Москве, во время его службы в военном училище. 1932 г.
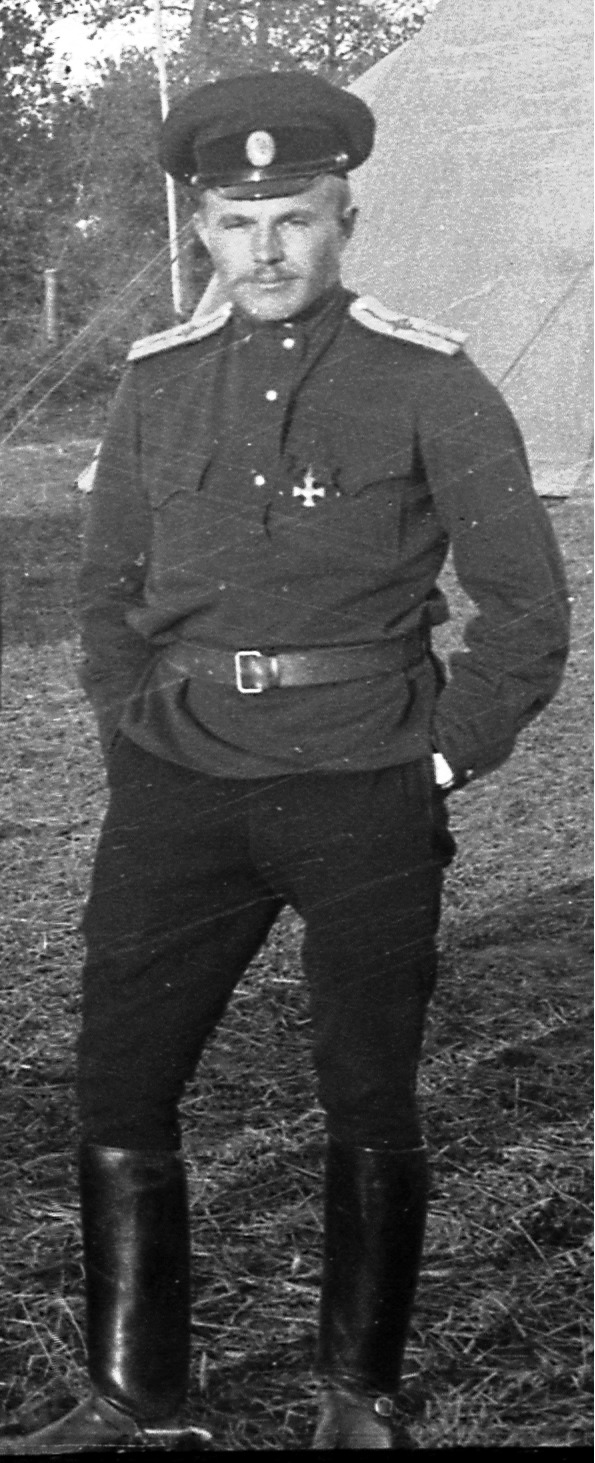
ВИШНЯКОВ Василий Федорович, прапорщик, летчик 32-го корпусного авиаотряда.на одном из летних аэродромов. 1916 г.
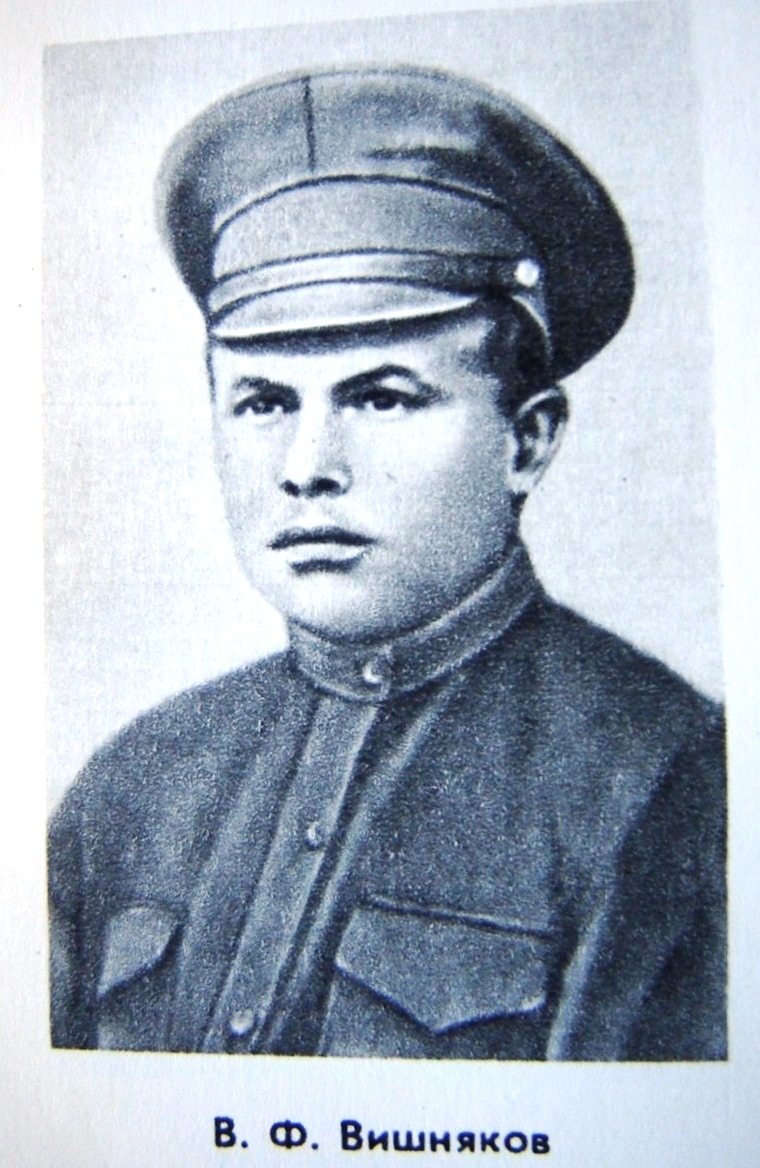
ВИШНЯКОВ Василий Федорович  фото из книги «Против чёрного барона». Автор Спатарель Иван Константинович. Изд. 1967 год

## Архивные источники
РГИА. Ф.496. Оп.3. Д.903. Л.6. РГВИА. Ф.493. Оп.3. Д.129. Л.178 (1916); Ф.2003. Оп.2. Д.650. Л.43-44 (1915); Ф.2008. Оп.1. Д.1097 (1917); Ф.2129. Оп.1. Д.52. Л.71-78 (1917); Ф. 2048. Оп. 2. Д. 121. Л. 464—477; Ф. 2077. Оп. 1. Д. 112. Ч. 1. Л. 284; Ф. 2129. Оп. 2. Д. 52. Л. 71-78; Ф. 2134. Оп. 2. Д. 10. Л. 532; Ф. 6100. Оп. 1. Д. 4. Л. 379 об. РГВА. Ф. 29. Оп. 4. Д. 8. ЦАМО РФ. Л/д. 269666.